# Rana pyrenaica
La rana pirenaica (Rana pyrenaica) es una especie de anfibio anuro de la familia Ranidae. La especie fue descrita en el año 1993, resolviéndose la polémica acerca de la presencia en los Pirineos de Rana iberica, a la que se parece morfológicamente. Recientes estudios genéticos sugieren que podría estar más emparentada filogenéticamente con Rana temporaria que con R. iberica. Se trata de un anfibio endémico, encontrado casi de forma exclusiva en España (Aragón y Navarra), y algunas escasas localizaciones de Francia en el borde de la frontera con Navarra en la Selva de Irati.

## Descripción

### Adulto
Especie de rana parda de mediano tamaño, con el cuerpo esbelto y un tamaño entre 33 y 46 mm los machos y 36 a 51 mm las hembras. La cabeza es más ancha que larga, con hocico corto, extremidades relativamente largas, presentando 4 y 5 dedos.
De coloración entre canela y gris oliváceo, las hembras pueden presentar una coloración más rojiza. Al igual que otras especies de ranas pardas, presenta una máscara facial de tonalidad marrón oscuro, desde el hocico hasta la inserción de la pata anterior.

### Larva
Los renacuajos presentan una coloración entre marrón muy oscura a negra, con un punteado de tonos claros (más bien dorados), que los diferencian claramente de las demás especies de ranas pardas. Un observador inexperto podría confundirse los renacuajos del género Bufo con los de Rana pyrenaica, no obstante posee una cola mucho más robusta y alcanza tamaños más grandes que los renacuajos de sapo.

## Comportamiento
Se reproduce en el mes de abril, coincidiendo con el deshielo en la alta montaña pirenaica. Su canto resulta mucho menos estruendoso que el de otras especies de rana.

## Hábitat
Es una especie eminentemente acuática, siendo su hábitat típico los torrentes de montaña, de aguas rápidas, frías y oxigenadas y ocasionalmente en abrevaderos, fuentes y charcas con renovación continua de agua. No es una especie que se suela encontrar en ibones del Pirineo donde no se haya introducido truchas, en este caso domina su especie hermana la Rana temporaria.

## Distribución
Es una rana endémica de la península ibérica que se localiza en la vertiente sur del Pirineo central y occidental. Desde la Selva de Irati en Navarra hasta el parque nacional de Ordesa y Monte Perdido en Aragón. Curiosamente, hay una serie de valles jacetanos donde, aparentemente, estaría ausente (valles de Hecho, Aisa y Borau) .
Su distribución está dividida en dos grandes núcleos poblacionales: El oeste que ocupa desde las montañas de Mendizar en Navarra hasta el Valle de Hecho en Aragón y un núcleo poblacional este que empieza en el valle del Río Aragón-Subordán y se extiende hasta el valle de Escuaín dentro del parque nacional de Ordesa y Monte Perdido. Recientemente se han descrito localidades en Francia más al Norte en la región francesa de Midi-Pyrénées. No está presente en la región pirenaica catalana, ni en Andorra. 
Se la encuentra generalmente desde los 1000 a 1800 metros de altitud, si bien el rango altitudinal abarca desde 500 hasta los 2100 metros.

## Amenazas
La especie está amenazada por la eutrofización de los torrentes, introducción potencial de Salmo trutta y otros peces depredadores, pérdida de hábitat debido al desarrollo del turismo e infraestructuras de transporte, talas de bosques, cambio climático y por la presencia del quítrido, un hongo potencialmente mortal para anfibios de todo el mundo y que recientemente ha sido detectado por toda el área de distribución de la especie.
Según estudios realizados por los biólogos Jordi Serra y Juan Pablo Martínez-Rica, la rana pirenaica y sus renacuajos comparten en diversas zonas espacio con un potencial predador, el tritón pirenaico. Sus investigaciones revelaron que estos pudieran no alimentarse de sus larvas, a diferencia de las de la rana bermeja, bien por su mal sabor o por ser tóxicas. Independientemente de la causa, disminuye la competencia entre los dos tipos de ranas y las políticas de protección del tritón se extienden indirectamente a la rana pirenaica.